# American Lung Association
Die American Lung Association (engl., „Amerikanischer Lungenverband“) ist eine amerikanische Non-Profit-Organisation, welche Krankheiten der Lunge in allen Varianten bekämpft, mit primärem Fokus auf Asthma, Tabakkontrolle und umweltbedingten Erkrankungen.
Die Vereinigung wird aus öffentlichen Zuwendungen, Schenkungen sowie Beihilfen von Unternehmen, Stiftungen und Regierungsbehörden finanziert. Ihre Ziele erreicht die American Lung Association durch die Arbeit von einigen Tausend Freiwilligen und Angestellten.

## Geschichte
- 1904: Gründung der Gesellschaft im Kampf gegen Tuberkulose als National Association for the Study and Prevention of Tuberculosis (dt.: „Landesverband zur Untersuchung und Prävention von Tuberkulose“)
- 1908: Einführung einer jährlich zu Weihnachten ausgegebenen Wohlfahrtsmarke zwecks Mittelbeschaffung und Bildung des öffentlichen Bewusstseins im Bezug auf Tuberkulose und andere Lungenkrankheiten
- 1920 (circa): Umbenennung in National Tuberculosis Association (NTA, dt.: „Landesverband für Tuberkulose“)
- 1966: Der von der Gesellschaft produzierte Dokumentar-Kurzfilm Point of View wurde für den Oscar für den besten Dokumentar-Kurzfilm nominiert
- 1968: Umbenennung in National Tuberculosis and Respiratory Disease Association (dt.: „Landesverband für Tuberkulose und Atemwegserkrankungen“)
- 1973: Umbenennung in die heutige Bezeichnung American Lung Association